# HMS Apollo (M01)
«Аполло» (M01) (англ. HMS Apollo (M01) — військовий корабель, швидкохідний мінний загороджувач 2-ї підгрупи типу «Абдель» Королівського військово-морського флоту Великої Британії за часів Другої світової війни.
Корабель взяв участь у бойових діях на морі в Другій світовій війні, бився у Північній Атлантиці, біля берегів Франції, супроводжував союзні конвої і підтримував висадку військ в операції «Нептун».
За проявлену мужність та стійкість у боях бойовий корабель заохочений бойовою відзнакою.

## Історія створення
«Аполло» був закладений 15 листопада 1941 року на верфі компанії Hawthorn Leslie and Company у Геббурні. 16 лютого 1943 року він був спущений на воду, а 9 жовтня 1943 року увійшов до складу Королівських ВМС Великої Британії.

## Історія служби
У лютому 1944 року після завершення ходових випробувань мінний загороджувач «Аполло» включили до складу сил Домашнього флоту на Скапа-Флоу, перш ніж відправити в Плімут для проведення мінних операцій на підтримку запланованого вторгнення у Францію. Після завантаження мін у Мілфорд-Гейвен, загороджував провів серію операцій біля французького узбережжя Бретані між Уессан та Іле-Вірже (фр. Île Vierge).
«Аполло» залучався до забезпечення операції «Нептун», і 7 червня (D-Day + 1) на борт корабля здійснили посадку Верховний головнокомандувач союзників генерал Дуайта Д. Ейзенхауер, командувач військово-морськими силами адмірал Бертрам Рамсей, генерал Бернард Лоу Монтгомері та офіцери штабу SHAEF, для рекогносцировки зони висадки союзних військ у Нормандії. На жаль, мінний загороджувач налетів на мілину під час руху, пошкодив свої гвинти, отже його пасажирів перевели до есмінця «Андонтед».
Загороджувач здійснив перехід до Ширнесса, звідсіля до Тайну для проведення ремонту, який був завершений у вересні. Потім корабель було передано командувачу Західних підходів адміралу серу Максу Ґортону, який визначив зоною діяльності загороджувача Південно-Західні підходи, де «Аполло» встановлював глибокі мінні поля як контрзахід проти діяльності U-Boot у прибережних водах. Разом з мінним загороджувачем «Пловер» вони встановили понад 1200 мін типу Mk XVII поздовж північного узбережжя Корнуолла. На цих мінних загородженнях згодом підірвалися та затонули німецькі підводні човни U-325 і U-1021.
24 грудня 1944 року переведений до сил флоту, що здійснювали постановку мінних загороджень біля норвезьких берегів, зокрема поблизу Утсіри, де «Аполло» діяв під прикриттям есмінців «Зелоус» та «Каррон».
15 січня 1945 року загороджувач повернувся до Західних підходів для постановки мінних полів в Ірландському морі. 13 квітня «Аполло» знову приєднався до складу групи № 5 Домашнього флоту для мінування в радянській Кольській затоці, де мінний загороджувач прикривали есмінці типу «O» «Опорт'юн» «Орвелл» і «Обідіент», повернувшись до Домашнього флоту у травні.
Після завершення війни в Європі, мінний загороджувач «Аполло» супроводжував з сістер-шипом «Аріадна» важкий крейсер «Девоншир», на якому до Осло з екзиля повертався норвезький уряд та кронпринц Олаф.
Наприкінці червня 1945 року «Аполло» отримав призначення для подальшого проходження служби на британському тихоокеанському флоті. У липні пройшов навчання у складі Середземноморського флоту, і 1 серпня прибув до Мельбурна, але вже 15 числа екіпаж отримав повідомлення, що Японська імперія готова капітулювати.